# Lambda Cephei
Lambda Cephei (Cephei λ) är en blå superjätte av femte magnituden  i stjärnbilden Cepheus och en av de hetaste och mest lysande stjärnorna som är synliga för blotta ögat.

## Egenskaper
Lambda Cephei är en het superjättestjärna av spektralklass O6.5 på ett avstånd av ca 1 980 ljusår från solen, vars absoluta ljusstyrka är omkring en halv miljon gånger solens. Dess radie är cirka 20 gånger större än den senare, med en massa som har uppskattats till mellan 45 och 60 solmassor.
Lambda Cephei vrider sig runt sin axel på mindre än tre dygn jämfört med de 24,47 dygn det tar för solen att slutföra en full rotation. Den antas vara en enkelstjärna utan följeslagare. Dess slutliga öde är att explodera som en supernova och lämna efter sig en neutronstjärna eller kanske ett svart hål.
Lambda Cephei är också en flyende stjärna som till synes, för ungefär 2,5 miljoner år sedan, har stötts ut ur den glesa stjärnhopen Cepheus OB3, som ligger på 2 800 ljusårs avstånd. Stjärnans rörelse genom den interstellära rymden genererar en chockvåg framför de gaser som omger den och i den riktning som den rör sig.